# Ischnansis insitiva
Ischnansis insitiva är en insektsart som beskrevs av Karsch 1896. Ischnansis insitiva ingår i släktet Ischnansis och familjen gräshoppor. Inga underarter finns listade i Catalogue of Life.